# Exilisia placida
Exilisia placida là một loài bướm đêm thuộc phân họ Arctiinae, họ Erebidae.